# Équipe cycliste RadioShack
L'équipe cycliste RadioShack est une équipe cycliste professionnelle américaine sur route, créée par Johan Bruyneel et Lance Armstrong. Elle a fait ses débuts en compétition en janvier 2010. Fin 2011, l'équipe disparaît au profit de l'équipe luxembourgeoise RadioShack-Nissan.

## Encadrement de l'équipe
L'équipe Radioshack est la propriété de la société de management sportif et de divertissement Capital Sports & Entertainment (CSE). Cette dernière représente Lance Armstrong dans ses relations commerciales. Elle était copropriétaire avec la société Tailwind Sports de l'équipe US Postal, devenue Discovery Channel en 2005, avec laquelle Armstrong a gagné ses sept Tours de France. CSE est dirigée par Bill Stapleton, qui l'a fondée en 1998, et Bart Knaggs, qui l'a rejoint en 2001. Bill Stapleton exerce la fonction de manager général de l'équipe Radioshack. Outre dirigeant de CSE, il est l'agent de Lance Armstrong depuis 1995. CSE est également propriétaire de l'équipe Trek Livestrong, dirigée par Bart Knaggs.
L'encadrement sportif de Radioshack est issu des équipes US Postal, Discovery Channel et Astana par lesquelles est passé Lance Armstrong. Johan Bruyneel, qui a successivement occupé la tête de ces équipes de 1999 à 2009, est manager sportif de Radioshack. Les directeurs sportifs sont Dirk Demol, Viatcheslav Ekimov, José Azevedo et Alain Gallopin. Demol et Ekimov, étaient tous deux membres de Discovery Channel et d'Astana. José Azevedo a été coureur chez US Postal et Discovery Channel de 2005 à 2006 et commence en 2010 sa carrière de directeur sportif. Alain Gallopin était directeur sportif d'Astana en 2008 et 2009.

## Financement et sponsors
Le budget de l'équipe Radioshack est estimé à environ 20 millions de dollars. Son principal sponsor est la société américaine de vente de produits et de composants d'électronique RadioShack. Parmi les autres sponsors, le fabricant de cycles Trek, sponsor personnel de Lance Armstrong, s'est engagé pour 3,75 millions de dollars. Le constructeur automobile Nissan fournit à l'équipe ses véhicules et l'équipementier sportif Nike, également sponsor personnel d'Armstrong, ses vêtements et ses chaussures. Les logos de ces quatre entreprises figurent sur le maillot de l'équipe.

## Histoire

### 2010
La saison 2010 est la première année de l'équipe nouvellement créée. Dans son effectif, on retrouve l'Américain Lance Armstrong qui sera l'un des leaders de l'équipe. Beaucoup de coureurs de l'équipe Astana le suivent comme le Slovène Janez Brajkovič, les Américains Christopher Horner et Levi Leipheimer, les Espagnols José Luis Rubiera et Haimar Zubeldia et l'Allemand Andreas Klöden.
Sébastien Rosseler, en remportant la quatrième étape du Tour de l'Algarve, devient le premier vainqueur de l'histoire pour l'équipe. Durant la saison, l'équipe remporte notamment le Critérium du Dauphiné grâce au Slovène Janez Brajkovič et une étape du Tour de France par l'intermédiaire du Portugais Sérgio Paulinho.

### 2011

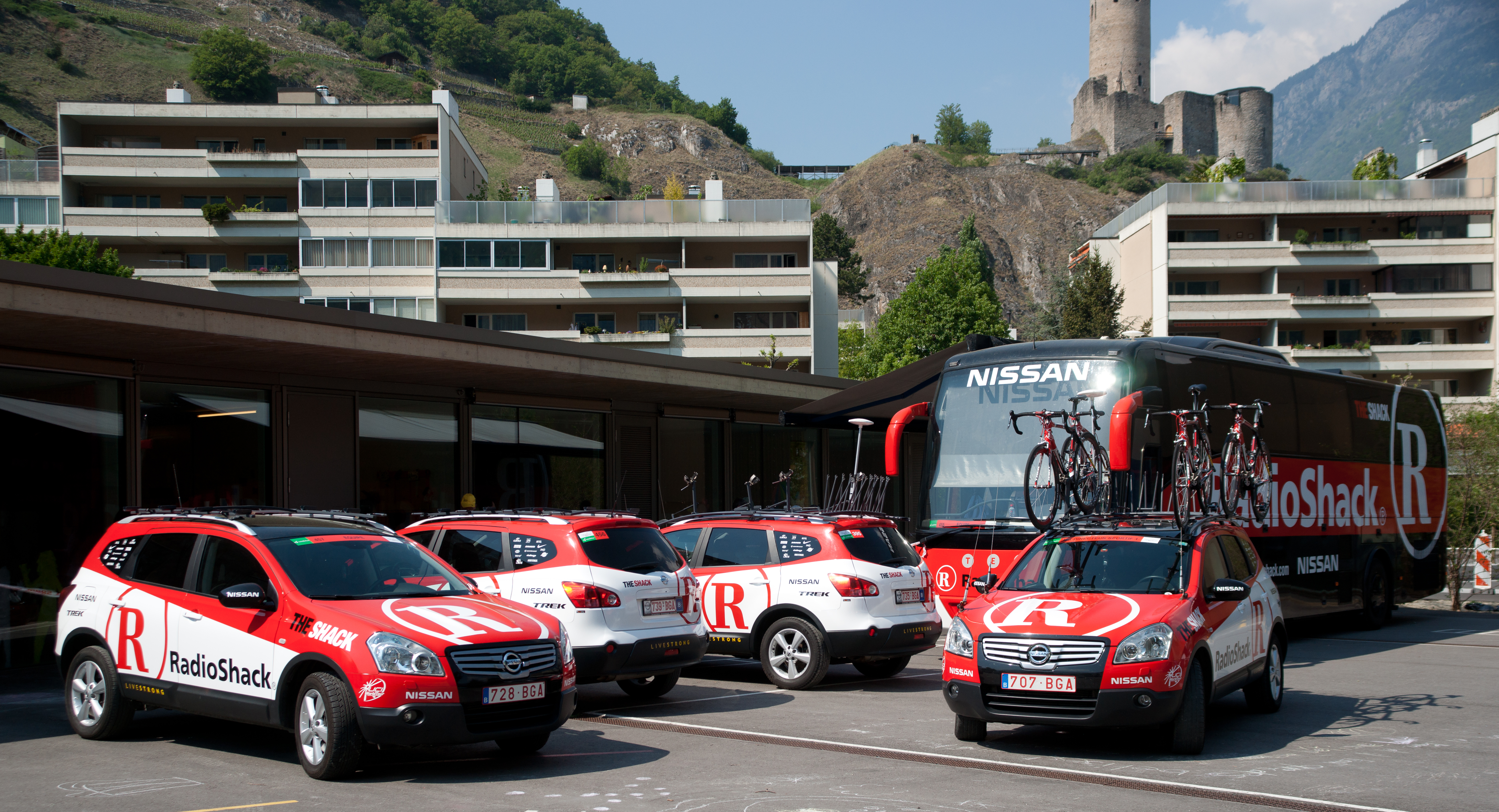
Véhicules de l'équipe au prologue du Tour de Romandie 2011.

Cette saison marque le retrait du peloton du leader de l'équipe, l'Américain Lance Armstrong même il participe en début de saison au Tour Down Under. L'Allemand Andreas Klöden gagne une étape de Paris-Nice avant de finir deuxième de l'épreuve en mars. Il remporte également le Tour du Pays basque en avril et les Américains Christopher Horner et Levi Leipheimer terminent aux deux premières places du Tour de Californie.
En 2012, elle rejoindra  l'équipe Leopard-Trek des frères Schleck pour former l'équipe RadioShack - Nissan - Trek.

## Dopage
Le coureur chinois Li Fuyu fait l'objet d'un contrôle positif au Clenbuterol, un anabolisant, le 23 mars 2010, lors de la course belge À travers les Flandres. Ce résultat est annoncé le mois suivant et entraîne la suspension provisoire du coureur.
Le parquet de Paris enquête sur de possibles infractions à la législation antidopage française par l'équipe Astana lors du Tour de France 2009. Des kits de perfusion appartenant à cette équipe ont été saisis, ainsi que « des seringues et des aiguilles de différentes tailles ». Huit des neuf coureurs d'Astana lors de ce Tour sont membres de RadioShack en 2010, ainsi que le manager Johan Bruyneel et une partie de l'encadrement sportif.
À la suite des révélations de Floyd Landis sur les pratiques dopantes au sein des équipes dont il a été membre, la Food and Drug Administration, l'administration américaine des denrées alimentaires et des médicaments, enquête sur l'équipe US Postal, dont Capital Sports & Entertainment était copropriétaire, et avec laquelle Lance Armstrong a remporté le Tour de France sous la direction de Johan Bruyneel.

## Classements UCI
Depuis sa création en 2010, l'équipe est classée dans le Classement mondial UCI.
| Saison | Classement par équipes | Meilleur coureur au classement individuel |
| ------ | ---------------------- | ----------------------------------------- |
| 2010   | 11e                    | Christopher Horner (18e)                  |

En 2011, le Classement mondial UCI devient l'UCI World Tour.
| Saison | Classement par équipes | Meilleur coureur au classement individuel |
| ------ | ---------------------- | ----------------------------------------- |
| 2011   | 11e                    | Andreas Klöden (20e)                      |

## Principaux résultats

### Courses par étapes

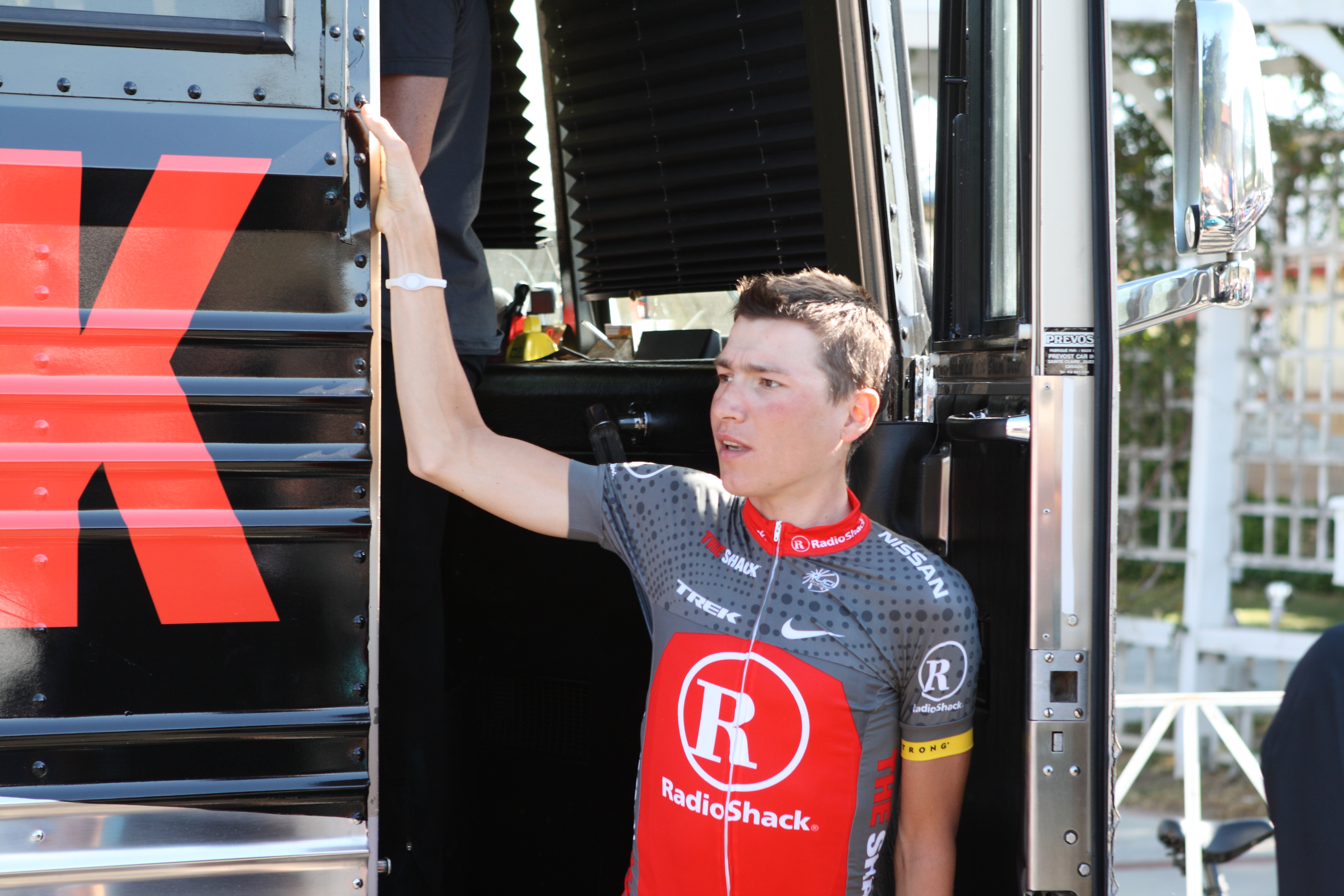
Janez Brajkovič, vainqueur du Critérium du Dauphiné 2010

| Date       | Course                | Pays    | Classe | Vainqueur          |
| ---------- | --------------------- | ------- | ------ | ------------------ |
| 10/04/2010 | Tour du Pays basque   | Espagne | PT     | Christopher Horner |
| 13/06/2010 | Critérium du Dauphiné | France  | PT     | Janez Brajkovič    |
| 09/04/2011 | Tour du Pays basque   | Espagne | WT     | Andreas Klöden     |
| 19/06/2011 | Tour de Suisse        | Suisse  | WT     | Levi Leipheimer    |

### Grands tours
- Tour de France
  - 2 participations (2010, 2011)
  - 1 victoire d'étape : Sérgio Paulinho en 2010
  - 1 classement annexe :
    - Classement par équipes : 2010

- Tour d'Italie
  - 1 participation (2011)
  - 1 classement annexe :
    - Trofeo Fuga Cervelo : Yaroslav Popovych (2011)

- Tour d'Espagne
  - 1 participation (2011)

### Championnats nationaux
- Championnats des États-Unis : 1
  - Course en ligne : 2011 (Matthew Busche)
- Championnats du Japon  : 2
  - Contre-la-montre : 2011 (Fumiyuki Beppu)
  - Course en ligne : 2011 (Fumiyuki Beppu)
- Championnats de Slovénie  : 1
  - Contre-la-montre : 2011 (Janez Brajkovič)
- Championnats du Portugal  : 1
  - Contre-la-montre : 2011 (Nélson Oliveira)

## RadioShack en 2011

### Effectif

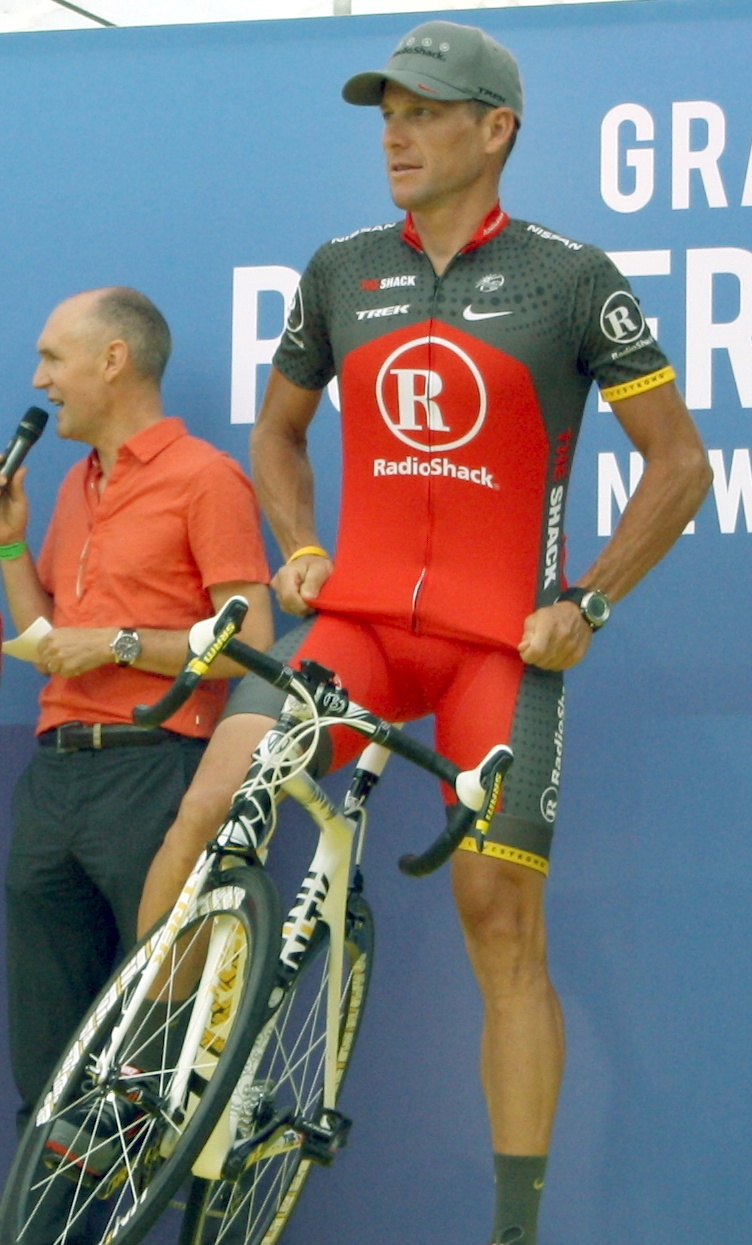
Lance Armstrong, lors de la présentation des équipes du Tour de France 2010

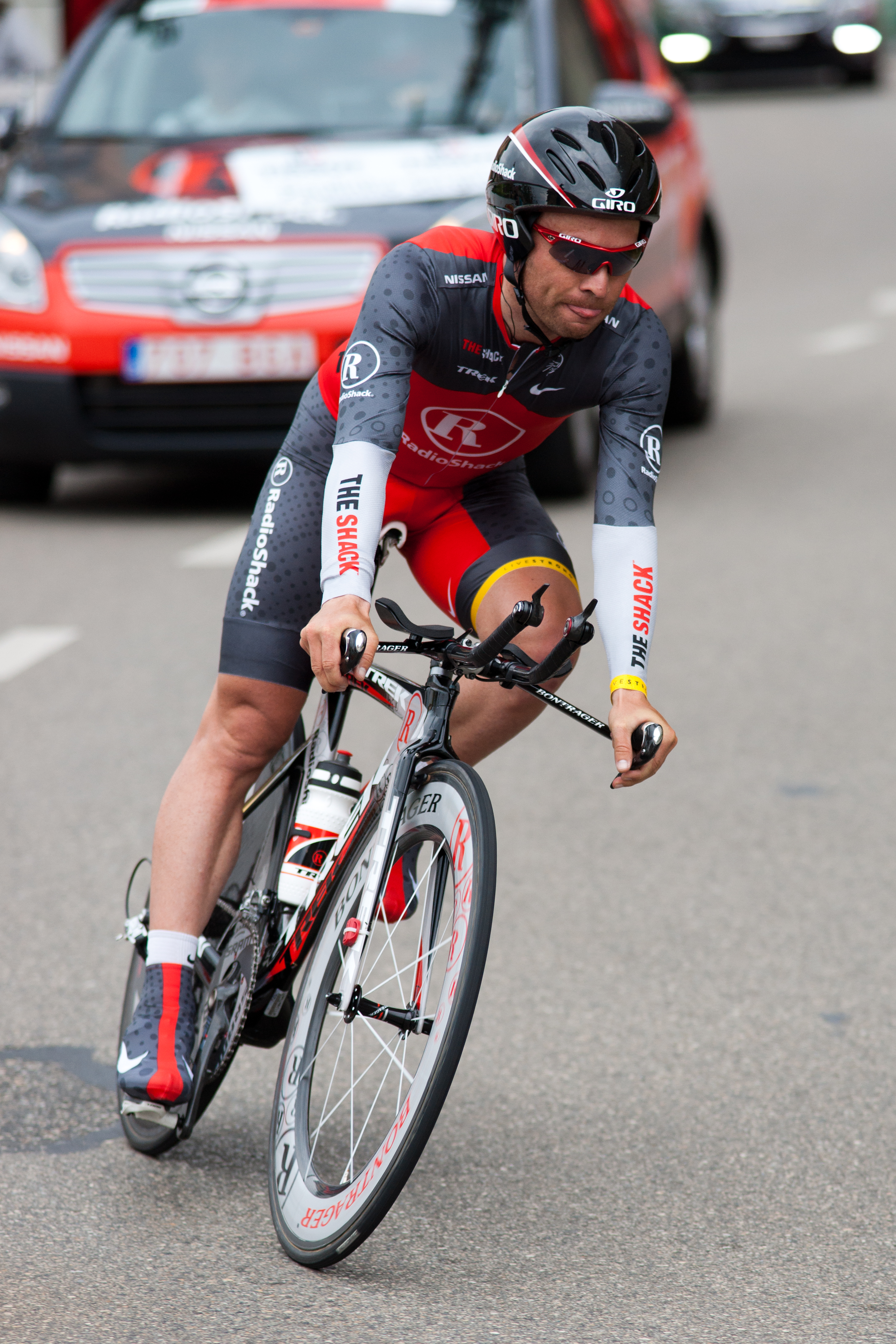
Sérgio Paulinho lors du Tour de Romandie 2010

| Coureur                | Date de naissance | Nationalité      | Équipe 2010         | Équipe 2012             |
| ---------------------- | ----------------- | ---------------- | ------------------- | ----------------------- |
| Lance Armstrong        | 18.09.1971        | États-Unis       | RadioShack          | Retraite                |
| Fumiyuki Beppu         | 10.04.1983        | Japon            | RadioShack          | GreenEDGE               |
| Sam Bewley             | 22.07.1987        | Nouvelle-Zélande | RadioShack          |                         |
| Janez Brajkovič        | 18.12.1983        | Slovénie         | RadioShack          | Astana                  |
| Matthew Busche         | 09.05.1985        | États-Unis       | RadioShack          | RadioShack-Nissan-Trek  |
| Manuel António Cardoso | 07.04.1983        | Portugal         | Footon-Servetto     | Caja Rural              |
| Philip Deignan         | 07.09.1983        | Irlande          | Cervélo TestTeam    | UnitedHealthcare        |
| Ben Hermans            | 08.06.1986        | Belgique         | RadioShack          | RadioShack-Nissan-Trek  |
| Christopher Horner     | 23.10.1971        | États-Unis       | RadioShack          | RadioShack-Nissan-Trek  |
| Robert Hunter          | 22.04.1977        | Afrique du Sud   | Garmin-Transitions  | Garmin-Cervélo          |
| Markel Irizar          | 05.02.1980        | Espagne          | RadioShack          | RadioShack-Nissan-Trek  |
| Benjamin King          | 22.03.1989        | États-Unis       | Trek Livestrong U23 | RadioShack-Nissan-Trek  |
| Andreas Klöden         | 22.06.1975        | Allemagne        | RadioShack          | RadioShack-Nissan-Trek  |
| Michał Kwiatkowski     | 02.06.1990        | Pologne          | Caja Rural          | Omega Pharma-Quick Step |
| Levi Leipheimer        | 24.10.1973        | États-Unis       | RadioShack          | Omega Pharma-Quick Step |
| Geoffroy Lequatre      | 30.06.1981        | France           | RadioShack          | Bretagne-Schuller       |
| Tiago Machado          | 18.10.1985        | Portugal         | RadioShack          | RadioShack-Nissan-Trek  |
| Jason McCartney        | 03.09.1973        | États-Unis       | RadioShack          | UnitedHealthcare        |
| Robbie McEwen          | 24.06.1972        | Australie        | Katusha             | GreenEDGE               |
| Dmitriy Muravyev       | 02.11.1979        | Kazakhstan       | RadioShack          | Astana                  |
| Nélson Oliveira        | 06.03.1989        | Portugal         | Xacobeo Galicia     | RadioShack-Nissan-Trek  |
| Sérgio Paulinho        | 26.03.1980        | Portugal         | RadioShack          | Saxo Bank-SunGard       |
| Yaroslav Popovych      | 04.01.1980        | Ukraine          | RadioShack          | RadioShack-Nissan-Trek  |
| Grégory Rast           | 17.01.1980        | Suisse           | RadioShack          | RadioShack-Nissan-Trek  |
| Sébastien Rosseler     | 15.07.1981        | Belgique         | RadioShack          | Garmin-Cervélo          |
| Ivan Rovny             | 30.09.1987        | Russie           | RadioShack          | RusVelo                 |
| Bjorn Selander         | 28.01.1988        | États-Unis       | RadioShack          | SpiderTech-C10          |
| Jesse Sergent          | 08.07.1988        | Nouvelle-Zélande | Trek Livestrong U23 | RadioShack-Nissan-Trek  |
| Haimar Zubeldia        | 01.04.1977        | Espagne          | RadioShack          | RadioShack-Nissan-Trek  |
| Stagiaire              | Date de naissance | Nationalité      | Équipe 2011         | Équipe 2012             |
| George Bennett         |                   | Nouvelle-Zélande | Trek Livestrong U23 | RadioShack-Nissan-Trek  |
| Dale Parker            |                   | Australie        | Trek Livestrong U23 | Bontrager Livestrong    |
| Evgeny Shalunov        |                   | Russie           | Lokomotiv-Urbycolan | Lokosphinx              |

### Victoires
| Date       | Course                                                    | Pays       | Classe | Vainqueur              |
| ---------- | --------------------------------------------------------- | ---------- | ------ | ---------------------- |
| 08/02/2011 | Trofeo Inca                                               | Espagne    | 1.1    | Ben Hermans            |
| 13/02/2011 | Tour de Mumbai II                                         | Inde       | 1.2    | Robert Hunter          |
| 24/02/2011 | Classement général du Tour d'Andalousie                   | Espagne    | 2.1    | Markel Irizar          |
| 04/03/2011 | Prologue des Trois Jours de Flandre-Occidentale           | Belgique   | 2.1    | Jesse Sergent          |
| 06/03/2011 | Classement général des Trois Jours de Flandre-Occidentale | Belgique   | 2.1    | Jesse Sergent          |
| 10/03/2011 | 5e étape de Paris-Nice                                    | France     | WT     | Andreas Klöden         |
| 24/03/2011 | 4e étape du Tour de Catalogne                             | Espagne    | WT     | Manuel António Cardoso |
| 27/03/2011 | 3e étape du Critérium international                       | France     | 2.HC   | Andreas Klöden         |
| 31/03/2011 | 3eb étape des Trois Jours de La Panne                     | Belgique   | 2.1    | Sébastien Rosseler     |
| 31/03/2011 | Classement général des Trois Jours de La Panne            | Belgique   | 2.1    | Sébastien Rosseler     |
| 09/04/2011 | Classement général du Tour du Pays basque                 | Espagne    | WT     | Andreas Klöden         |
| 19/04/2011 | 1re étape du Tour du Trentin                              | Italie     | 2.HC   | Andreas Klöden         |
| 19/05/2011 | 4e étape du Tour de Californie                            | États-Unis | 2.HC   | Christopher Horner     |
| 21/05/2011 | 7e étape du Tour de Californie                            | États-Unis | 2.HC   | Levi Leipheimer        |
| 22/05/2011 | Classement général du Tour de Californie                  | États-Unis | 2.HC   | Christopher Horner     |
| 30/05/2011 | Championnat des États-Unis sur route                      | États-Unis | CN     | Matthew Busche         |
| 12/06/2011 | Championnat du Japon du contre-la-montre                  | Japon      | CN     | Fumiyuki Beppu         |
| 19/06/2011 | Classement général du Tour de Suisse                      | Suisse     | WT     | Levi Leipheimer        |
| 24/06/2011 | Championnat du Portugal du contre-la-montre               | Portugal   | CN     | Nélson Oliveira        |
| 26/06/2011 | Championnat du Japon sur route                            | Japon      | CN     | Fumiyuki Beppu         |
| 26/06/2011 | Championnat de Slovénie du contre-la-montre               | Slovénie   | CN     | Janez Brajkovič        |
| 03/07/2011 | 1re étape du Tour d'Autriche                              | Autriche   | 2.HC   | Robert Hunter          |
| 26/07/2011 | 4e étape du Tour de Wallonie                              | Belgique   | 2.HC   | Robbie McEwen          |
| 12/08/2011 | 4e étape de l'Eneco Tour                                  | Belgique   | WT     | Jesse Sergent          |
| 14/08/2011 | Classement général du Tour de l'Utah                      | États-Unis | 2.1    | Levi Leipheimer        |
| 23/08/2011 | 1re étape du Tour du Colorado                             | États-Unis | 2.1    | Levi Leipheimer        |
| 25/08/2011 | 3e étape du Tour du Colorado                              | États-Unis | 2.1    | Levi Leipheimer        |
| 25/08/2011 | 4e étape du Tour du Poitou-Charentes                      | France     | 2.1    | Jesse Sergent          |
| 26/08/2011 | Classement général du Tour du Poitou-Charentes            | France     | 2.1    | Jesse Sergent          |
| 28/08/2011 | Classement général du Tour du Colorado                    | États-Unis | 2.1    | Levi Leipheimer        |
| 29/09/2011 | 1re étape du Tour de Wallonie picarde                     | Belgique   | 2.1    | Robbie McEwen          |
| 02/10/2011 | 4e étape du Tour de Wallonie picarde                      | Belgique   | 2.1    | Robbie McEwen          |
| 02/10/2011 | Classement général du Tour de Wallonie picarde            | Belgique   | 2.1    | Robbie McEwen          |

## Saisons précédentes
- Saison 2010
- Saison 2011